# Miles Aircraft
Miles foi a marca usada para comercializar os aviões do engenheiro britânico Frederick George Miles, que projetou uma série de aviões civis e militares, bem como um conjunto de protótipos de outros veículos.  O nome "Miles" é associado a duas companhias distintas com quem Miles estava envolvido e está também ligado a vários projetos produzidos antes de haver uma companhia a funcionar sob o nome de Miles.

## História
Uma empresa foi fundada em 1928 por Charles Powis e Jack Phillips como Phillips & Powis Aircraft (Reading) Ltd. Em 1929 eles abriram o Aeródromo Woodley, perto da cidade de Reading, Berkshire.
Em 1936 a Rolls-Royce comprou uma parte da companhia e, apesar de ter havido aviões a serem produzidos sob a marca Miles, só em 1943 é que a companhia se tornou Miles Aircraft Limited quando a participação da Rolls-Royce foi vendida.
A empresa abriu a Escola Técnica Aeronáutica Miles em 1943 sob a direção de Maxine (Blossom) Miles. A escola tinha um "Diretor", Walter Evans.

## Aviões
| Número da companhia | Nome                  | Ano  | Produzidos      | Tipo de avião                                                                    |
| ------------------- | --------------------- | ---- | --------------- | -------------------------------------------------------------------------------- |
|                     | Southern Martlet      | 1929 | 6               |                                                                                  |
|                     | Metal Martlet         | 1930 | 1               |                                                                                  |
| M.1                 | Satyr                 | 1932 | 1               |                                                                                  |
| M.2                 | Hawk                  | 1933 | 55              | two seat light monoplane                                                         |
| M.2F-T              | Hawk Major            | 1934 | 64              | Hawk successor with de Havilland Gipsy Major engine                              |
| M.2E,L,U            | Hawk Speed Six        | 1934 | 3               | racing version of Hawk Major with de Havilland Gipsy Six engine                  |
| M.2W,X,Y            | Hawk Trainer          |      | 25              |                                                                                  |
| M.3A                | Falcon Major          | 1934 | 19              |                                                                                  |
| M.3B                | Falcon Six            | 1935 | 17              |                                                                                  |
| M.3E                | Gillette Falcon       | 1944 | 1 Modified M.3B | Supersonic Research for M.52                                                     |
| M.4                 | Merlin                | 1935 | 4               |                                                                                  |
| M.5                 | Sparrowhawk           | 1935 | 5               |                                                                                  |
| M.6                 | Hawcon                | 1935 | 1               |                                                                                  |
| M.7                 | Nighthawk             | 1935 | 6               |                                                                                  |
| M.8                 | Peregrine             | 1936 | 2               |                                                                                  |
| M.9                 | Kestrel               | 1937 | 1               |                                                                                  |
| M.9A                | Master I              | 1939 | 900             | advanced trainer                                                                 |
| M.11                | Whitney Straight      | 1936 | 50              |                                                                                  |
| M.11C               | M.11C                 |      | 1               |                                                                                  |
| M.12                | Mohawk                | 1937 | 1               |                                                                                  |
| M.13                | Hobby                 | 1937 | 1               |                                                                                  |
| M.14                | Magister              | 1937 | 1,293           | basic military trainer                                                           |
| M.14                | Hawk Trainer III      | 1937 | 52              | Magister for civil and export sales                                              |
| M.15                | M.15                  | 1939 | 2               | Air Ministry Specification T.1/37                                                |
| M.16                | Mentor                | 1938 | 45              | three-seat training and communications monoplane                                 |
| M.17                | Monarch               | 1938 | 11              |                                                                                  |
| M.18                | M.18                  | 1938 | 3               |                                                                                  |
| M.19                | Master II             | 1939 | 1,699           |                                                                                  |
| M.20                | M20/2                 | 1940 | 2               | prototype low-cost fighter                                                       |
| M.24                | Master Fighter        | 1940 | 26              | emergency conversion of trainer design to fighter, retrospectively numbered M.24 |
| M.25                | Martinet              | 1943 | 1,724           | target tug                                                                       |
| M.26                | "X"                   |      | 0               | planned 55-seat trans-Atlantic airliner                                          |
| M.27                | Master III            | 1940 | 602             |                                                                                  |
| M.28                | Mercury               | 1941 | 6               | training or communications                                                       |
| M.30                | X Minor               | 1942 | 1               | small scale prototype for Miles X airline design                                 |
| M.33                | Monitor               | 1944 | 22              | twin-engined target tug                                                          |
| M.35                | Libellula             | 1942 | 1               | tandem-wing design fighter                                                       |
| M.37                | Martinet Trainer      | 1946 | 2               | two seat trainer                                                                 |
| M.38                | Messenger             | 1942 | 80              |                                                                                  |
| M.33                | Monitor               | 1944 | 80              |                                                                                  |
| M.39B               | Libellula             | 1943 | 1               | scale tandem-wing bomber design                                                  |
| M.48                | Messenger Development | 1945 | 1               |                                                                                  |
| M.52                | M.52                  |      | 0               | supersonic research aircraft design                                              |
| M.50                | Queen Martinet        | 1944 | 65              | unmanned target drone version of Martinet                                        |
| M.57                | Aerovan               | 1945 | 48              | STOL transport                                                                   |
| M.60                | Marathon I            | 1945 | 42              | civil airliner design - would become Handley Page Marathon                       |
| M.64                | L.R.5                 | 1945 | 1               |                                                                                  |
| M.65                | Gemini                | 1945 | 170             | private small aircraft                                                           |
| M.68                | Boxcar                | 1947 | 1               | transport with detachable cargo container                                        |
| M.69                | Marathon II           | 1949 | 1               | Mamba turboprop powered project                                                  |
| M.71                | Merchantman           | 1947 | 1               | 4-engined development of Aerovan layout                                          |
| M.75                | Aries                 | 1951 | 2               | development of Gemini with more powerful engines                                 |
| M.76                | M.76                  | 1953 | 1               | development of 2 seat glider for the British Gliding Association                 |
| M.77                | Sparrowjet            | 1953 | 1               |                                                                                  |
| M.100               | Student               | 1957 | 1               |                                                                                  |
| M.105               | H.D.M.105             | 1957 | 1               | aerovan conversion with Hurel Dubois wing                                        |